# Dhanpuri
Dhanpuri ist eine Stadt im indischen Bundesstaat Madhya Pradesh. Die Stadt liegt im Nordteil des Bundesstaates.
Die Stadt ist Teil des Distrikts Shahdol. Dhanpuri hat den Status eines Municipal Councils. Die Stadt ist in 24 Wards gegliedert. Sie hatte am Stichtag der Volkszählung 2011 45.156 Einwohner, von denen 23.257 Männer und 21.899 Frauen waren. Hindus bilden mit einem Anteil von über 79 % die Mehrheit der Bevölkerung in der Stadt. Die Alphabetisierungsrate lag 2011 bei 80,3 % und damit leicht über dem nationalen Durchschnitt.